# A Dama de Ferro
A Dama de Ferro (em inglês:  The Iron Lady) é um filme franco-britânico de 2011 do gênero drama biográfico, dirigido por Phyllida Lloyd, baseado na vida de Margaret Thatcher (1925-2013), a premiê do Reino Unido do século 20 com mais tempo no cargo. O filme foi dirigido por Phyllida Lloyd. Thatcher é retratada principalmente por Meryl Streep, e, em sua formação precoce de política, por Alexandra Roach. O marido de Thatcher, Denis Thatcher, é interpretado por Jim Broadbent, e Harry Lloyd como o mais jovem Denis. Membro do mais antigo gabinete de Thatcher e eventual substituto, Geoffrey Howe, é interpretado por Anthony Head.
Enquanto o filme foi recebido com críticas variadas, o desempenho de Streep foi muito aclamado pela crítica, e foi considerado um dos melhores de sua carreira. Ela recebeu sua 17th indicação ao Oscar de Melhor Atriz por sua interpretação e, finalmente, ganhou o prêmio, 29 anos depois de sua segunda vitória. Ela também ganhou o Globo de Ouro de Melhor Atriz em Filme Dramático (seu oitavo prêmio Globo de Ouro em geral), e seu segundo Prêmio BAFTA de Melhor Atriz em um papel principal.

## Sinopse
A Dama de Ferro conta a biografia romanceada de Margaret Thatcher, a primeira-ministra britânica, com foco na Guerra das Malvinas, em 1982, quando a Inglaterra declara guerra contra a Argentina.

## Produção
As filmagens começaram no Reino Unido em 31 de dezembro de 2010, e o filme foi lançado no final de 2011.
Na preparação para seu papel, Streep teve uma seção na Câmara dos Comuns em Janeiro de 2011, e observou as ações dos Membros do Parlamento Britânico.
A Weinstein Company decidiu esperar até o último momento para colocar A Dama de Ferro em cartaz e qualificar o filme para o Oscar. O estúdio anunciou que a cinebiografia de Margaret Thatcher, estrelada por Meryl Streep, seria lançada, nos Estados Unidos, no dia 30 de dezembro, em salas selecionadas de Nova York e Los Angeles. No dia 13 de janeiro, o filme recebeu mais cópias para expandir seu circuito no resto do país.
A estratégia da Weinstein é repetida por diversos estúdios que lançam os filmes que consideram mais fortes para o Oscar nas últimas semanas de dezembro, apenas em alguns cinemas, para torná-los aptos a disputar o Oscar. A regra da Academia é que um filme, para se tornar elegível, precisa ser lançado até a meia-noite do dia 31 de dezembro e ficar pelo menos uma semana em cartaz em Los Angeles.
No Brasil, A Dama de Ferro teve distribuição da Paris Filmes.

## Elenco
- Meryl Streep como Margaret Thatcher
  - Alexandra Roach como jovem Margaret[9]
- Jim Broadbent como Denis Thatcher
  - Harry Lloyd como jovem Denis
- Iain Glen como Alfred Roberts
- Olivia Colman como Carol Thatcher
- Anthony Head como Geoffrey Howe
- Nicholas Farrell como Airey Neave
- Richard E. Grant como Michael Heseltine
- Susan Brown como June - condutor de Margaret Thatcher
- Martin Wimbush como Mark Carlisle
- Paul Bentley como Douglas Hurd
- Robin Kermode como John Major
- John Sessions como Edward Heath
- Roger Allam como Gordon Reece
- David Westhead como Reg Prentice
- Michael Pennington como Michael Foot
- Angus Wright como John Nott
- Julian Wadham como Francis Pym
- Nick Dunning como Jim Prior
- Pip Torrens como Ian Gilmour
- Ronald Reagan (imagens de arquivo) como ele mesmo
  - Reginald Green como Ronald Reagan[10]

## Lançamento e divulgação
Quarta-feira, 16 de novembro de 2011, A americana Meryl Streep, divulgou o filme em Londres. A atriz disse ao jornal Daily Mail: "Exigiu muito, mas foi um privilégio interpretá-la".

### Precisão histórica
Sugere-se no filme que Thatcher tinha dito adeus a sua amigo Airey Neave apenas alguns momentos antes de seu assassinato, mas na verdade ela não estava em Westminster no momento da sua morte e foi informada durante a realização de suas funções oficiais de campanha fora de Londres.
O filme não mostra quaisquer outras deputadas no parlamento, exagerando assim o isolamento de Thatcher como uma mulher solitária na Câmara dos Comuns. Na verdade, durante a época de Thatcher no parlamento, o total de deputadas era entre 19 e 41, mas o diretor quis retratar no filme através dos olhos de Margaret Thatcher.
O líder do Partido Trabalhista Michael Foot é retratado como um crítico da decisão de enviar uma força-tarefa para as Ilhas Malvinas, e Thatcher é mostrada repreendendo-o na esteira da vitória da Inglaterra sobre a Argentina. Porém, na realidade, Foot apoiou a decisão de enviar uma força-tarefa, algo para o qual Thatcher expressou sua apreciação.

## Recepção
Os britânicos primeiramente questionaram por que uma americana interpretaria Margaret Thatcher. Além disso, o longa promete mostrar intimidades da vida da ex-premiê que poucos conheciam. Os filhos de Thatcher ficaram "chocados" com o roteiro do filme.
O tema "A Dama de Ferro" deve ser debatido intensamente na Grã-Bretanha, afinal a ex-líder conservadora Thatcher é uma personalidade que divide opiniões no país até hoje.
A obra estreou em Buenos Aires na primeira semana de fevereiro, coincidindo com a chegada às Ilhas Malvinas do príncipe William, para um treinamento como piloto da Força Aérea Real. Além disso, o governo britânico, que busca petróleo nas águas do arquipélago, anunciou o envio de um moderno navio de guerra para patrulhar a região.
No Rotten Tomatoes o filme realizou, em março de 2013, uma classificação de "podre" de 52%, com base em 201 comentários, com uma classificação média de 5.7/10. Metacritic dá ao filme uma pontuação de 54 com base em 41 avaliações de críticos, indicando "críticas mistas ou médias".
Roger Ebert deu ao filme duas estrelas de quatro, elogiando o desempenho de Meryl Streep, mas lamentando que "ela está toda vestida com nenhum lugar para ir" em um filme que não consegue decidir o que quer dizer sobre Thatcher: "poucas pessoas eram neutras em seus sentimentos sobre [Thatcher], exceto os criadores desta imagem ".

### Bilheteria
Em 26 de abril de 2012, A Dama de Ferro tinha arrecadado US$ 30,004,924 nos Estados Unidos e Canadá, juntamente com US$ 84,938,707 em outros territórios, para um total mundial de US$ 114,943,631, contra um orçamento de produção modesto de US$ 14 milhões, tornando-se um sucesso de bilheteria.

## Prêmios e Indicações
Críticos escolheram a melhor atriz de 2011, Meryl Streep, pela sua performance na "Dama de Ferro", assim, sendo a "Favorita" para o Oscar 2012.